# Simon Kean
Simon Kean est un boxeur poids lourds canadien né le 11 janvier 1989 et originaire de Trois-Rivières au Québec.

## Carrière
Il s'est qualifié pour les Jeux olympiques de 2012. Après une victoire aux dépens du français Tony Yoka au premier tour, il s'incline au tour suivant contre le kazakh Ivan Dychko.

## Référence
1. ↑  (en) Canadian boxers Kean, Clayton earn olympic berths